# Kanryō Higaonna
Kanryō Higaonna nascut a Naha el 10 de març de 1853, va ser el segon mestre de Kenwa Mabuni, fundador de l'estil de karate shito ryu. També va tenir com deixeble personal a Chojun Miyagi fundador de l'estil de karate goju ryu.
Kanryo Higaonna morir per malaltia a l'octubre de 1916.

## Història
El mestre Kanryō Higaonna va ensenyar i va practicar l'estil de karate Naha-te, o (Puny de Naha), que consistia principalment en atacs i defenses amb moviments circulars envoltants, i cops a mà oberta. Provinents de l'estil xinès de "la grua que canta" o 'bok Hok pai'.

## Estil
L'estil de combat del Saikoo Shihan Higaonna era el Naha-te, que consta de moviments circulars, s'utilitzen puntades de front o de costat directes als costats, o les articulacions, trepitjades, luxacions articulars, cops a mà oberta i lluita cos a cos.